# 27125 Siyilee
27125 Siyilee è un asteroide della fascia principale. Scoperto nel 1998, presenta un'orbita caratterizzata da un semiasse maggiore pari a 2,2478071 UA e da un'eccentricità di 0,1699940, inclinata di 2,24378° rispetto all'eclittica.